# میکا هیجی
میکا هیجی (به ژاپنی: 肘井美佳) (زاده ۱۳ اکتبر ۱۹۸۲ در فوکوئوکا) یک هنرپیشه زن و مدل ژاپنی که بیشتر برای بازی در نقش نامیکو تاکدا در فیلم‌های رزمی نینجا (۲۰۰۹) و دنباله آن نینجا: سایه اشک (۲۰۱۳) و رین در بیگانه علیه نینجا (۲۰۱۰) شناخته شده‌است. او دارای مدرک لیسانس مدیریت بازرگانی از دانشگاه هوسی است.
هیجی یک تمرین‌کننده مشتاق کونگ فو است. در سال ۲۰۱۱، او در بخش تیمی بیست و هشتمین دوره مسابقات قهرمانی ووشو تای چی ژاپن شرکت کرد.
هیجی زبان انگلیسی را روان صحبت می‌کند. او در خارج از کشور در شهر نیویورک از ژوئیه ۲۰۱۳ تا ژانویه ۲۰۱۴ تحصیل کرده‌است و در برنامه‌های آموزشی به زبان انگلیسی در ان‌اچ‌کی ظاهر شده‌است. او همچنین به عنوان گزارشگر برای رسانه‌های انگلیسی زبان کار کرده‌است.
او در سال ۲۰۱۹، او با مردی ازدواج کرد که در صنعت سرگرمی فعالیت نمی‌کرد. زمان این ازدواج همزمان با شروع دوره ریوا ژاپن بود. در ژوئن ۲۰۲۰، او نام هنری خود را تغییر داد و نام خود را به جای کانجی به زبان (کاتاکانا) آوایی نوشت.